# Centre International de Liaison des Écoles de Cinéma et Télévision
O Centre International de Liaison des Écoles de Cinéma et Télévision (em francês, Centro Internacional de Ligação das Escolas de Cinema e Televisão), conhecido pela sigla CILECT, é uma associação de quase 150 escolas de cinema e televisão de vários países do mundo.
A entidade foi fundada na cidade francesa de Cannes, em 1955, com o objetivo de promover o ensino de técnicas e linguagens audiovisuais, especialmente nos países em desenvolvimento, e a cooperação entre instituições dedicadas a atividade.

## Membros
O CILECT conta com três tipos de associados. Os membros institucionais, categoria reservada para escolas de cinema e TV, somam 147 órgãos, em 58 países ou regiões:
- Na África: África do Sul, Burkina Faso, Camarões, Gana, Nigéria.
- Nas Américas: Argentina, Brasil, Canadá, Chile, Cuba, Equador, Estados Unidos, México, Uruguai.
- Na Ásia: China, Coreia do Sul, Filipinas, Hong Kong, Índia, Indonésia, Israel, Japão, Líbano, Singapura, Taiwan, Vietnã.
- Na Oceania: Austrália.
- Na Europa: Albânia, Alemanha, Áustria, Bélgica, Bulgária, Croácia, Dinamarca, Eslováquia, Eslovênia, Espanha, Estônia, Finlândia, França, Geórgia, Grécia, Holanda, Hungria, Irlanda, Islândia, Itália, Noruega, Polônia, Portugal, Reino Unido, República Tcheca, Romênia, Rússia, Sérvia, Suécia, Suíça, Turquia.

Também integram a organização membros honorários, correspondentes e parceiros institucionais.